# Малиновка (Прокопьевский район)
Малиновка — посёлок в Прокопьевском районе Кемеровской области. Входит в состав Михайловского сельского поселения.

## География
Центральная часть населённого пункта расположена на высоте 412 метров над уровнем моря.

## Население
По данным Всероссийской переписи населения 2010 года, в посёлке Малиновка проживает 40 человек (20 мужчин, 20 женщин).